# Hellend vlak (mechanica)

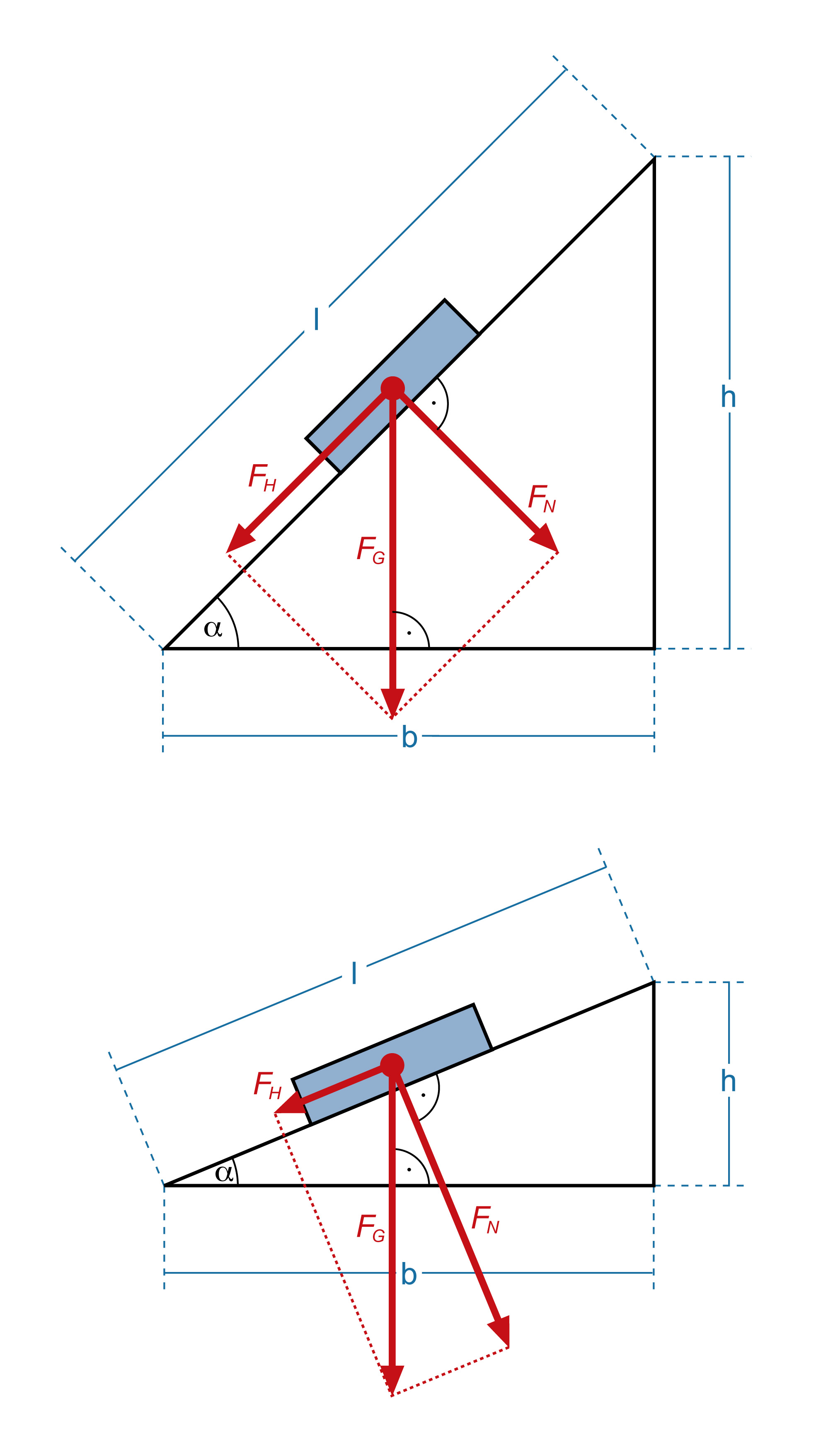
Hellend vlak: boven met een grote hellingshoek, onder met een kleinere. De verhouding met de hoek.

Een hellend vlak is een vlak waarvan één kant hoger is dan de andere kant. Het wordt geschaard onder de eenvoudige machines. Het verplaatsen van een voorwerp over een hellend vlak in plaats van een directe verticale verplaatsing vereist minder kracht, maar deze verplaatsing moet wel over een grotere afstand worden uitgevoerd. De benodigde arbeid is in beide gevallen hetzelfde.
Een lichaam op een hellend vlak heeft een gewicht {\displaystyle F_{\text{G}}} als gevolg van de zwaartekracht dat  verticaal is gericht. Deze kracht kan ontleed worden in twee componenten: {\displaystyle F_{\text{N}}}, loodrecht (normaal) op het hellende vlak, tegengesteld aan de normaalkracht, en {\displaystyle F_{\text{H}}}, parallel aan het hellende vlak.
Als de hellingshoek {\displaystyle \alpha } van het vlak toeneemt, zal de component langs de helling toenemen en de component loodrecht daarop, afnemen. De loodrechte component is bij een hoek van 0° maximaal en neemt bij een stijgende hoek af.
{\displaystyle F_{\text{H}}=F_{\text{G}}\,\sin(\alpha )}
{\displaystyle F_{\text{N}}=F_{\text{G}}\,\cos(\alpha )}